# Радянсько-китайський розкол

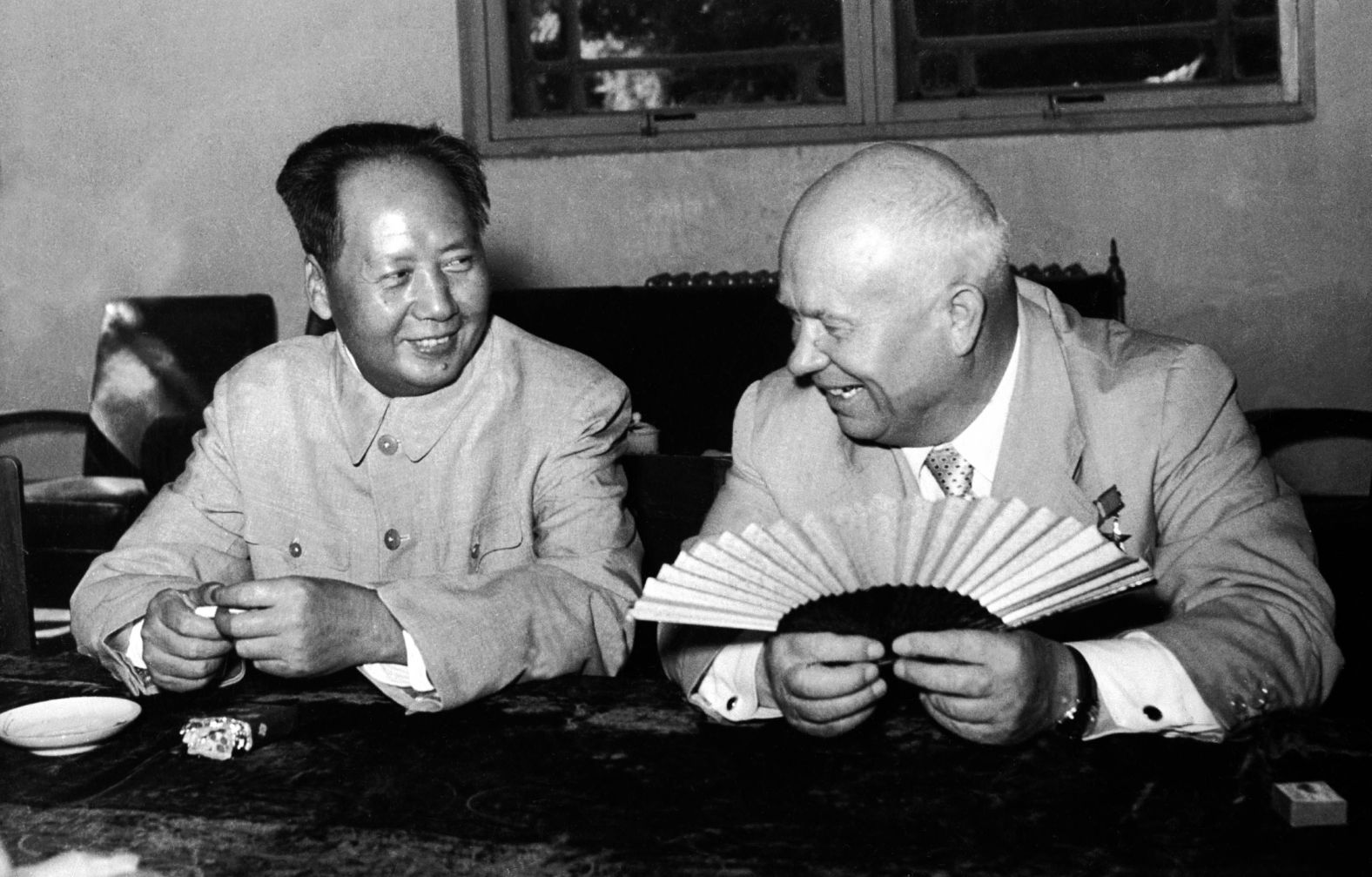
Мао Цзедун і Микита Хрущов. (Китай, 1958).

Радянсько-китайський розкол (1960–1989) — погіршення політичних і ідеологічних відносин між Китайською Народною Республікою і СРСР під час холодної війни (1945–1991). Доктринальні розбіжності мають коріння в китайських та російських національних інтересах, а з ідеологічного погляду різні інтерпретації марксизму: маоїзм і марксизм-ленінізм. У 1950-х і 1960-х роках ідеологічні суперечки між комуністичними партіями СРСР і Китаю також торкались можливості мирного співіснування з капіталістичним Заходом, проте Мао Цзедун проголосив вороже ставлення до капіталістичних країн, безумовну відмову від мирного співіснування, яке він сприймає як марксистський ревізіонізм СРСР. Крім того, з 1956 року, КНР і СРСР (не оголошуючи) розійшлися у марксистській ідеології, і, в 1961 році, коли доктринальні розбіжності дійшли до точки біфуркації, Комуністична партія Китаю офіційно засудила політичну лінію КПРС, як «ревізіоністських зрадників групи радянського керівництва», на чолі з Микитою Хрущовим.

## Витоки

Спрямування комуністичних держав на 1980 рік: прорадянські (червоним); про-китайські (жовтим) і неприєднані Північна Корея та Югославія (чорний). Сомалі була прорадянською до 1977 року. Камбоджа (Кампучія) була про-китайською до 1979 року.

Витоки ідеологічного китайсько-радянського розколу є в 1940-х роках, коли Комуністична партія Китаю (КПК) на чолі з Мао Цзедуном, воювала у Другій китайсько-японській війні (1937–1945) проти Японської імперії, і одночасно воювала у Китайській громадянській війні проти націоналістичного Гоміньдану на чолі з Чан Кайші. Під час війни, Мао ігнорував більшу частину військово-політичних консультацій і побажань від Йосипа Сталіна і Комінтерну через практичні труднощі у застосуванні традиційної ленінської революційної теорії в Китаї, а також через те що країна мала лише селянський клас, а не клас міських робочих, як у Росії.
Під час Другої світової війни (1939–1945) Сталін закликав Мао створити анти-японську коаліцію з Чан Кайші. Після війни Сталін порадив Мао зачекати з захопленням влади, а також вести переговори з Чан Кайші, з яким Сталін підписав Договір про дружбу і союз в середині 1945 року. Мао погодився зі Сталіном, називаючи його "єдиним лідером нашої партії". Погіршення відносин Чан Кайші і Сталіна почались через приєднання до СРСР Урянхайського краю, колишньої провінції імперії Цін, а також Сталін порушив договір, що вимагав виведення радянських військ з Маньчжурії через три місяці після капітуляції Японії, і передав Маньчжурію Мао. Незабаром після цього за два місяці візит Мао до Москви завершився підписанням Радянсько-китайського договору про дружбу, союз і взаємну допомогу (1950), що надавав Китаю кредит на 300 мільйонів доларів під низький відсоток і 30-річний військовий союз.
Одночасно з цим Пекін почав намагатися посунути Москву як ідеологічного лідера світового комуністичного руху. Мао (і його прихильники) виступали за ідею, що азійський і світовий комуністичний рух має наслідувати китайській моделі селянської революції, а не радянській моделі міської революції. Тим не менш, політична та військова напруженість, що переросла у Корейську війну, а також страх американської військової інтервенції, геополітичні обставини не давали СРСР і Китаю можливості для ідеологічного розколу, тому їх союз тривав.
У 1950-х роках у Китаї впроваджувалась радянська модель централізованого економічного розвитку, першочерговий розвиток важкої промисловості і другорядне значення виробництва споживчих товарів, проте наприкінці 1950-х років Мао розробив теорію, як Китай може безпосередньо перейти до комунізму, за рахунок мобілізації китайських робітників — завершальним етапом був Великий стрибок (1958–1961).
Після смерті Йосипа Сталіна в 1953 році відбулося тимчасове пожвавлення радянсько-китайської дружби — у 1954 році відбулася передача військово-морської бази в Люйшунь (Порт-Артур) Китаю. СРСР надавали технічну допомогу в 156 галузях в першому п'ятирічному плані Китаю, і 520 млн рублів у вигляді кредитів, а також на Женевській конференції 1954, КНР і СРСР спільно переконали делегацію Демократичної Республіки В'єтнам на чолі з Хо Ші Міном, тимчасово прийняти поділ Заходом В'єтнаму по сімнадцятому градусу північної широти.
Розбіжності досягли точки біфуркації після засудження Хрущовим культу особи Сталіна на XX з'їзді Комуністичної партії Радянського Союзу в 1956 році, та відновлення відносин з тітовською Югославією, з якою відносини були розірвані у 1948 році. Ці дії шокували Мао, який підтримував Сталіна ідеологічно і політично, і через те, що Хрущов відмовився від провідної марксистсько-ленінської тези неминучої війни між капіталізмом і соціалізмом. Десталінізація СРСР та політика Хрущова практично скасували всі вигоди для Китаю від китайсько-радянського договору про дружбу (1950 р.) Мао вважав, що СРСР відмовились в ідеологічному і військовому відношенні — від марксизму-ленінізму і глобальної боротьби за досягнення глобального комунізму, і не гарантують підтримку Китаю в китайсько-американській війні.

## Початок
У 1959, Хрущов зустрівся з президентом США Дуайтом Ейзенхауером (1953–1961), задля зменшення напруги з США і Західним світом в холодній війні. Крім того, СРСР був вражений Великим стрибком, і через це відмовив від надання допомоги Китаю у розробці ядерної зброї, і підтримки в китайсько-індійській війні (1962), підтримуючи помірний зв'язок з Індією. Мао вважав дії Хрущова капітулянтськими, хоча то була звичайна обережність у міжнародній політиці, через загрозу ядерної війни (США, Велика Британія та СРСР були ядерними державами наприкінці 1950-х років).
Спочатку радянсько-китайський розкол проявлявся опосередковано, суперечками між КПРС і КПК і критикою союзних держав, Китай засудив Югославію і Тіто, СРСР засудив Енвера Ходжі і Народну Соціалістичну Республіку Албанія, а в 1960 році на з'їзді Румунської комуністичної партії відбулася відкрита полеміка Хрущова та Пен Чжень. Хрущов назвав політику Мао Цзедуна, у 80-сторінковій доповіді, як «націоналістичну, авантюристичну, і таку, що має антимарксистський ухил». У свою чергу, китайська делегація звинуватила Хрущова у ревізіонізмі, «свавіллі і тиранії».
Хрущов також відкликав 1400 радянських технічних фахівців з Китаю, що привело до скасування 200 спільних технічних проектів.
У листопаді 1960, на Міжнародному з'їзді 81 комуністичної партії в Москві, китайці виступають єдиним фронтом з СРСР і з більшістю інших делегацій комуністичних партії — задля уникнення формального ідеологічного розколу, тим не менш, в жовтні 1961 року, на 22-му з'їзді КПРС ідеологічні диспути КПРС і КПК відновилися.. В грудні СРСР розірвав дипломатичні відносини з Народною Соціалістичною Республікою Албанія, яка мала дружні стосунки із КНР, що підвищило рівень суперечностей з міжпартійних до міжнаціональних.
У 1962 році КНР остаточно скасував відносини з СРСР, через розв'язання кубинської ракетної кризи, Мао наголосив — «Хрущов перейшов від авантюризму, до капітулянтства», Хрущов відповів, що конфронтаційна політика Мао спровокує ядерну війну. Одночасно СРСР виступив на боці Індії проти Китаю в китайсько-індійській війні (1962). Кожен режим використав ці дії для ідеологічних заяв, у червні 1963 року Комуністична партія Китаю проголосила генеральну лінію міжнародного комуністичного руху, СРСР відповів відкритим листом КПРС, це було остаточним, офіційним розмежуванням між двома комуністичними партіями. Крім того, в 1964 році Мао проголосив, що контрреволюція в СРСР відновила капіталізм, отже, китайські і радянські комуністичні партії розірвали відносини і комуністичні партії Варшавського договору послідували їх прикладу.
В листопаді 1964, після повалення Хрущова Леонідом Брежнєвим, китайський прем'єр-міністр Чжоу Еньлай відвідав Москву, де мав зустріч з Брежнєвим і Олексієм Косигіним, але повернувся в Китай розчарований, повідомивши Мао, що СРСР залишився на тій же позиції. Мао засудив «Хрущевизм без Хрущова».

## Від слів до війни

### Триполюсна холодна війна
В середині 1960-х років, коли Народна Республіка Китай відкрито виступила проти СРСР в змаганні за міжнародне лідерство серед Соціалістичних країн, китайсько-радянський розкол призвів до дисбалансу у біполярній конфігурації холодної війни, існуючої з 1945, як ідеологічна конкуренція виключно між США і СРСР. Таким чином суперництво між комуністичними країнами перетворило холодну війну на триполюсні геополітичні змагання.

### Велика пролетарська культурна революція
Тимчасом, в Китаї, Мао Цзедун почав Культурну революцію (1966–1976), щоб позбутися внутрішніх ворогів і відновити своє одноосібне лідерство в партії і країні, і для запобігання розвитку в радянському стилі бюрократичного комунізму. Він закрив школи та університети й організував студентів в Червону гвардію — політичну поліцію, якій доручено виявляти, засуджувати і переслідувати вчителів, інтелігенцію та державних чиновників, які можуть бути контрреволюціонерами і таємними буржуа. Все це посилювало культ особистості Мао. В очищенні від ворогів китайського суспільства Червона гвардія розділилася на фракції і її подальше насильство спровокувало громадянську війну в деяких частинах Китаю. Мао застосував армію для придушення розгону Червоної гвардії, а потім почав відновлювати Комуністичну партію Китаю. Культурна революція зламала політичні відносини Китаю з СРСР і Заходом. Тим не менш, незважаючи на відмінності інтерпретації марксизму, СРСР і Китай допомагали Північному В'єтнаму на чолі з Хо Ші Міном, у війні у В'єтнамі (1945–1975), в якому маоїзм визначається як селянська революція проти іноземного імперіалізму. Китайці дозволили транспортувати техніку через терен Китаю на Північ В'єтнаму, щоб вести війну проти Республіки В'єтнам, як американської союзної держави. У той час, крім Соціалістичної Народної Республіки Албанії, тільки Комуністична партія Індонезії виступає за маоїстську політику селянської революції.

### Національний конфлікт інтересів
З 1966 року радянсько-китайський ідеологічний розкол між комуністичними партіями переріс в дрібні війни між СРСР та Китаєм. Так у січні 1967 року, хунвейбіни напали на радянське посольство в Пекіні. У 1966 році Китай знову підняв питання про російсько-китайський кордон, який було демарковано в 19 столітті, і нав'язано династії Цін (1644-1912) за допомогою нерівноправних договорів, що практично передавали китайський терен царській Росії. Не ставлячи питання про повернення території, Китай офіційно оголосив кордон, встановлений за Айгунським договором (1858 р.) і Пекінським трактатом (1860), історично несправедливим щодо Китаю; СРСР проігнорував питання.

### Прикордонна війна
Станом на 1968 рік СРСР мав 4380 км кордону з Китаєм. Серед іншого, на кордоні з Сіньцзяном, на північному заході Китаю, СРСР міг легко спровокувати тюркських сепаратистів до повстання. У військовому відношенні, в 1961 р. в СРСР на кордоні з КНР знаходилось 12 дивізій і 200 літаків, а у 1968 році їх було 25 та 1200 відповідно, а також 120 ракет середньої дальності. Крім того, хоча Китай випробував ядерну зброю (596 (ядерне випробування) в жовтні 1964 року в басейні Лобнор, Народно-визвольна армія у військовому відношенні поступалася Радянській Армії. У березні 1969 року, стався прикордонний конфлікт на річці Уссурі і на острові Даманський, дрібніший конфлікт стався на озері Жаланашколь в серпні. Американський журналіст Гаррісон Солсбері повідомив, що СРСР розглядав можливість завдавання попереджувального удару по Лобнорському ядерному полігону. У відповідь США попередили СРСР про те, що ядерний напад на Китай може розпочати світову війну. Відтак СРСР поступився. З огляду на ядерну небезпеку, Китай побудував великі підземні сховища, такі як Пекінське підземне місто, командний центр підземний проект 131, в провінції Хубей, а також «проект 816» — ядерний дослідницький центр в Фулінг (Fuling), Чунцин.

### Геополітичний прагматизм
У 1969 році, після радянсько-китайського прикордонного конфлікту, було розпочато процес переговорів. У вересні радянський міністр Олексій Косигін таємно відвідав Пекін, за для зустрічі з прем'єром Чжоу Еньлай, а в жовтні КНР та СРСР почали обговорення демаркації кордону. Хоча останнє питання так і не вдалося вирішити, зустрічі відновили дипломатичні зв'язки, а до 1970 року Мао зрозумів, що КНР не може одночасно вести боротьбу проти СРСР і США та придушувати внутрішні заворушення. До того ж тривала В'єтнамська війна і продовжувалась китайська антиамериканська риторика. Мао сприйняв СРСР як велику загрозу і, отже, прагматично шукав зближення з США в боротьбі з СРСР. У липні 1971 року державний секретар США Генрі Кіссінджер таємно відвідав Пекін для підготовки, у лютому 1972, візиту в Китай президента США Річарда Ніксона. СРСР також скликав зустріч на вищому рівні з президентом Ніксоном, створивши тим самим дипломатичний трикутник Вашингтон-Пекін-Москва, яким підкреслюється триполюсний характер холодної війни, викликаний ідеологічним китайсько-радянським розколом з 1956 року.
У 1972–1973 роках СРСР перейменував китайські та маньчжурські топоніми Радянського Далекого Сходу Іман (伊曼, Yiman), Тетюхе (від野猪河, yĕzhūhé) і Сучан на відповідно Дальнореченськ, Дальногорськ і Партизанськ. В сталінській традиції політично некоректним було згадувати присутність китайців до 1860 року на землях Російської імперії отриманих внаслідок Айгунського договору та Пекінської конвенції, «незручні» музейні експонати були видалені з показу, а напис чжурчженською на Цінській стелі Бісі, в Хабаровському музеї, був покритий цементом.

### Міжнародне комуністичне суперництво
У 1970 році китайсько-радянське ідеологічне суперництво було спрямовано до Африки і Близького Сходу, де Радянський Союз і Червоний Китай фінансували і підтримували протилежні політичні партії, міліцію і держави, зокрема, Огаденську війну (1977–1978) між Ефіопією і Сомалі, війну в Родезійському буші (1964–1979), Зімбабвійське гукурахунді (Gukurahundi) (1980–1987), громадянську війну в Анголі (1975–2002), громадянську війну в Мозамбіку (1977–1992), а також різні фракції палестинського руху за незалежність.

## Відновлення рівноваги

### Перехід
У 1971 році після вдалого державного перевороту і смерті Лінь Бяо, було завершено радикальний етап Культурної революції (1966–1976), після чого у Китаї відбулася політична стабілізація, яка тривала аж до смерті Мао у вересні 1976 року, і появи радикальної політичної Банди чотирьох. З відновленням китайської внутрішньої політичної стабілізації закінчилося збройне протистояння з СРСР, але не поліпшилися дипломатичні відносини, тому що в 1973 році радянських військ на російсько-китайському кордоні було в двічі більше ніж у 1969. Цей військовий тиск змусив китайців виступити проти «радянського соціал-імперіалізму».

### Долаючи спадок Мао
Після зриву в 1976 році державного перевороту радикальної Банди чотирьох, які виступали за ідеологічну чистоту за рахунок внутрішнього розвитку, Комуністична партія Китаю політично реабілітувала Ден Сяопіна і призначила його главою внутрішньої програми модернізації в 1977 році. В цей час була переглянута політика Мао (без його критики). Політично помірний Ден започаткував політичні та економічні реформи задля переходу Китаю від планової економіки до напів-капіталістичної змішаної, яка б мала сприяти зміцненню торговельних та дипломатичних відносин із Заходом. У 1979 році на 30-й річниці заснування КНР, уряд Ден Сяопіна засудив Велику пролетарську культурну революцію як національну катастрофу, політика КНР 1980-х років набула прагматичного спрямування, розпочався «пошук істини, основаної на фактах» та «китайського шляху до соціалізму». Через перебудову в СРСР радянсько-китайський розкол втратив деяке політичне значення.

### Конкуруючі гегемонії
Після смерті Мао Цзедуна, ідеологічний розкол КНР і СРСР перейшов з внутрішньої політики на геополітику, у якій СРСР і КНР мали протиріччя в досягненні національних інтересів. Спочатку радянсько-китайські проксі-війни відбулися в Індокитаї, в 1975 році, коли комуністичний Фронт національного звільнення (В'єтконг) і Північний В'єтнам перемогли в тридцятирічній війні, створивши Соціалістичну Республіку В'єтнам і Лаоську Народну Демократичну Республіку, і про-китайський націоналістичний режим в Камбоджі (Демократична Кампучія). Спочатку В'єтнам проігнорував внутрішню реорганізацію Камбоджі червоними кхмерами, режим Пол Пота (1975–1979), як внутрішню справу, доки червоні кхмери не напали на етнічне в'єтнамське населення Камбоджі а також на селища на кордоні з В'єтнамом, що прискорило початок кампучійсько-в'єтнамської війни (1975–1979), яка повалила Пол Пота в 1978 році. У відповідь на це КНР засудив в'єтнамську окупацію їх маоїстською клієнтською державою та ввів свої війська на територію Північного В'єтнаму, що призвело до китайсько-в'єтнамської війни (1979). В свою чергу СРСР засудив дії КНР.
У грудні 1979 року Радянська Армія увійшла в Демократичну Республіку Афганістан задля підтримки афганського комуністичного уряду. КНР сприйняв радянське вторгнення як спробу геополітичного оточення Китаю. У відповідь на це останній вступилв до тристороннього альянсу з США та Пакистаном задля спонсорування ісламістського афганського збройного опору радянській окупації (1979–1989). Тим не менш, Ден Сяопін, керманич Китаю, оголосив «три вимоги» поліпшення радянсько-китайських відносин:
1. Зменшення кількості Радянських військ на радянсько-китайському кордоні та в Монголії.
2. Скасування радянської підтримки в'єтнамської окупації Кампучії.
3. Вивід радянських військ з Афганістану.

У 1981–1982 р., Ден Сяопін дистанціював КНР від США через продаж останніми зброї Тайваню а також через те що КНР став молодшим партнером в китайсько-американській коаліції. У вересні 1982 року, на 12-му з'їзді Китайської комуністичної партії, було оголошено що КНР буде проводити незалежну зовнішню політику. Між тим, в березні 1982 року в місті Ташкент, секретар ЦК КПРС Леонід Брежнєв виступив з промовою, примирливою по відношенню до КНР. Ден Сяопін скористався запропонованим Брежнєвим перемир'ям й восени 1982 року, радянсько-китайські відносини відновилися на віце-міністерському рівні. Три роки потому, в 1985 році, коли Михайло Горбачов став керманичем СРСР, були зроблені кроки по відновленню політичних відносин з Китаєм — скорочення радянських військ на радянсько-китайському кордоні, в Монголії та відновлення торгівлі. Проте окупація радянськими військами Афганістану залишалося невирішеною і китайсько-радянські дипломатичні відносини продовжували залишалися прохолодними, що в свою чергу дозволило уряду Рейгана продавати американську зброю комуністичному Китаю.

### Реформи
У травні 1989 року президент СРСР Михайло Горбачов відвідав Народну Республіку Китай, де уряд мав сумніви в практичній ефективності перебудови і гласності. Оскільки КНР офіційно не визнавали СРСР як соціалістичну державу, не було оголошено ніякої офіційної думки про реформування Горбачовим радянського соціалізму, проте приватна думка китайських комуністів полягала в тому, що СРСР не готовий до таких політичних і соціальних реформ без попереднього реформування власної економіки. Вона базувалась на тому, що Ден Сяопін здійснював реформи з метою надання економіці напів-капіталістичного змішаного спрямування. При цьому політична влада залишилася за комуністичною партією Китаю. Врешті-решт, реформи Горбачова призвели до руйнації СРСР.